# Срібна лінія (Вашингтонський метрополітен)
Срібна лінія (Вашингтонський метрополітен) (англ. Silver Line (Washington Metro)) — одна з ліній метро у столиці Сполучених Штатів місті Вашингтон.

## Історія
Будівництво першої черги лінії почалося в 2009 році, після відкриття перших п'яти станцій одразу почалося будівництво другої черги лінії. Відкрита в 2014 році лінія стала найновішою лінією метро в місті.

## Лінія
Лінія має 28 станцій з яких лише 5 використовуються потягами виключно Срібної лінії, ще 23 станції використовуються спільно з Помаранчевою або Блакитною лініями.

## Станції
Станції з північного заходу на схід.
| Срібна лінія    |                                                    |                                               |                               |                                   |                   |          |
| Спільна ділянка | Станція                                            | Пересадка                                     | Розташування                  | Тип                               | Дата відкриття    | Світлина |
|                 | «Веле — Східний Рестон» (англ. Wiehle–Reston East) |                                               | Рестон, Вірджинія             | Наземна з острівною платформою    | 26 липня 2014     |          |
|                 | «Спринг-Гілл» (англ. Spring Hill)                  |                                               | Тайсонс, Вірджинія            | Естакадна з острівною платформою  | 26 липня 2014     |          |
|                 | «Гринсборо» (англ. Greensboro)                     |                                               | Тайсонс, Вірджинія            | Наземна з острівною платформою    | 26 липня 2014     |          |
|                 | «Тайсонс-корнер» (англ. Tysons Corner)             |                                               | Тайсонс, Вірджинія            | Естакадна з острівною платформою  | 26 липня 2014     |          |
|                 | «Маклейн» (англ. McLean)                           |                                               | Маклейн, Вірджинія            | Естакадна з острівною платформою  | 26 липня 2014     |          |
|                 | «Східний Фолс-Черч» (англ. East Falls Church)      |                                               | округ Арлінгтон, Вірджинія    | Наземна з острівною платформою    | 7 червня 1986     |          |
|                 | «Балстон/МU» (англ. Ballston–MU)                   |                                               | округ Арлінгтон, Вірджинія    | Підземна з береговими платформами | 1 грудня 1979     |          |
|                 | «Вірджинія-сквер/GMU» (англ. Virginia Square–GMU)  |                                               | округ Арлінгтон, Вірджинія    | Підземна з береговими платформами | 1 грудня 1979     |          |
|                 | «Кларендон» (англ. Clarendon)                      |                                               | округ Арлінгтон, Вірджинія    | Підземна з береговими платформами | 1 грудня 1979     |          |
|                 | «Будівля суду» (англ. Court House)                 |                                               | округ Арлінгтон, Вірджинія    | Підземна з острівною платформою   | 1 грудня 1979     |          |
|                 | «Росслін» (англ. Rosslyn)                          |                                               | округ Арлінгтон, Вірджинія    | Підземна зі спліт-платформами     | 1 липня 1977      |          |
|                 | «Фоггі-Боттом/GWU» (англ. Foggy Bottom–GWU)        |                                               | Ай-стріт, Вашингтон           | Підземна з острівною платформою   | 1 липня 1977      |          |
|                 | «Вест-Фаррагут» (англ. Farragut West)              |                                               | 18-та вулиця, Вашингтон       | Підземна з береговими платформами | 1 липня 1977      |          |
|                 | «Площа МакФерсона» (англ. McPherson Square)        |                                               | Ай-стріт, Вашингтон           | Підземна з береговими платформами | 1 липня 1977      |          |
|                 | «Метро-центр» (англ. Metro Center)                 | На однойменну станцію Червоної лінії          | 13-та вулиця, Вашингтон       | Підземна з острівною платформою   | 1 липня 1977      |          |
|                 | «Федеральний трикутник» (англ. Federal Triangle)   |                                               | 12-та вулиця, Вашингтон       | Підземна з острівною платформою   | 1 липня 1977      |          |
|                 | «Смітсоніан» (англ. Smithsonian)                   |                                               | Індепенденс-авеню, Вашингтон  | Підземна з береговими платформами | 1 липня 1977      |          |
|                 | «Л'Енфант-плаза» (англ. L'Enfant Plaza)            | На однойменну станцію Жовтої та Зеленої ліній | Меріленд-авеню, Вашингтон     | Підземна з острівною платформою   | 1 липня 1977      |          |
|                 | «Федеральний центр» (англ. Federal Center SW)      |                                               | 3-тя вулиця, Вашингтон        | Підземна з острівною платформою   | 1 липня 1977      |          |
|                 | «Південний Капітолій» (англ. Capitol South)        |                                               | 1-ша вулиця, Вашингтон        | Підземна з острівною платформою   | 1 липня 1977      |          |
|                 | «Істерн-маркет» (англ. Eastern Market)             |                                               | Пенсильванія-авеню, Вашингтон | Підземна з острівною платформою   | 1 липня 1977      |          |
|                 | «Потомак-авеню» (англ. Potomac Avenue)             |                                               | 14-та вулиця, Вашингтон       | Підземна з острівною платформою   | 1 липня 1977      |          |
|                 | «Стадіон Арморі» (англ. Stadium–Armory)            |                                               | 19-та вулиця, Вашингтон       | Підземна з острівною платформою   | 1 липня 1977      |          |
|                 | «Беннінг-роуд» (англ. Benning Road)                |                                               | Беннінг-роуд, Вашингтон       | Підземна з острівною платформою   | 22 листопада 1980 |          |
|                 | «Капітолійські пагорби» (англ. Capitol Heights)    |                                               | Кепітол-Гайтс, Мериленд       | Підземна з острівною платформою   | 22 листопада 1980 |          |
|                 | «Еддісон-роуд» (англ. Addison Road)                |                                               | Вокер-Мілл, Мериленд          | Наземна з острівною платформою    | 22 листопада 1980 |          |
|                 | «Бульвар Моргана» (англ. Morgan Boulevard)         |                                               | Саммерфілд, Мериленд          | Наземна з острівною платформою    | 18 грудня 2004    |          |
|                 | «Центр міста Ларго» (англ. Largo Town Center)      |                                               | Ларго, Мериленд               | Естакадна з острівною платформою  | 18 грудня 2004    |          |

## Розвиток
Будується розширення лінії з 6 станцій та 18,5 км яке планують відкрити в 2020 році. Нова дільниця буде обслуговувати міжнародний аеропорт Даллеса та округ Лаудун.